# Haptista
Clade
Clades de rang inférieur
- Haptophyta
- Centroplasthelida
- membre possible: Telonemia

Les Haptista sont un clade d'eucaryotes. Membres des Diaphoretickes, ils regroupent les Centroplasthelida et les Haptophyta, et possiblement les Telonemia. Selon des études phylogénomiques de 2016, il forme, avec l’espèce Ancoracysta twista et sans les Telonemia, le groupe-frère du supergroupe SAR+Telonemia. Selon d’autres études, il est le frère des Cryptista+Archaeplastida,,,. C'est un clade basal des Diaphoretickes. Selon d'autres études, les Haptista sont le groupe-frère des TSAR ou SAR, avec lequel il forme le groupe-frère des Provora qui contient A. twista.

## Phylogénomiques
Les Haptista ont comme les Cryptista et Sar un paralogue de HCF101 mitochondrial, et ils n’ont pas d’Ind1. Le HCF101 mitochondrial explique sa présence dans des clades aplastidiques (par exemple, les Ciliophora, Cryptosporidium) ou avec un plaste réduit non photosynthétique (par exemple, Apicomplexa).
Le survivine des Haptista a, comme dans les straménopiles, une hélice N-terminale et une domaine FHA C-terminale, mais celui des champignons et des animaux a 1 ou 2 domaines BIR N-terminales avant une hélice C-terminale.
Selon Stiller et al., les haptophytes – comme les Myzozoa – sont formées par une endosymbiose quaternaire d’un straménopile, mais selon Bodył et al., les haptophytes – comme les straménopiles – sont formées par une endosymbiose tertiaire. Selon celui-dernier, les cryptophytes ont donné le plaste aux straménopiles avant le transfert du gène rpl36 aux straménopiles et aux haptophytes après son remplacement à un homologue bactérial.
Les Haptista n’ont pas de protéines rélatives à l’ependymine.

## Taxonomie

### Taxonomie des Haptista
Selon les études de Cavalier-Smith, Chao et Lewis et Ruggiero et al. publiées en 2015:
- Subphylum Centroheliozoa Cushman et Jarvis 1929 sensu Durrschmidt et Patterson 1987 [Heliozoa Haeckel 1862 stat. n. Margulis 1974 em. Cavalier-Smith 2003]
  - Classis Centrohelea Kuhn 1926 stat. n. Cavalier-Smith 1993 [Centroplastiales; Centrohelina Hartmann 1913; Centroplasthelida Febvre-Chevalier 1984]
- Subphylum Haptophytina Cavalier-Smith 2015 (Haptophyta Hibberd 1976 sensu Ruggerio et al. 2015)
  - Cladus Rappemonada Kim et al. 2011
    - Classis Rappephyceae Cavalier-Smith 2015

  - Cladus Haptomonada (Margulis et Schwartz 1998) [Haptophyta Hibberd 1976 emend. Edvardsen et Eikrem 2000; Prymnesiophyta Green et Jordan, 1994; Prymnesiomonada; Prymnesiida Hibberd 1976; Haptophyceae Christensen 1962 ex Silva 1980; Haptomonadida; Patelliferea Cavalier-Smith 1993]
    - Classis Pavlovophyceae (Cavalier-Smith 1986) Green et Medlin 2000
    - Classis Prymnesiophyceae Christensen 1962 emend. Cavalier-Smith 1996 [Haptophyceae s.s.; Prymnesiophycidae Cavalier-Smith 1986; Coccolithophyceae Casper 1972 ex Rothmaler 1951]

La taxonomie d’Adl et al. publiée en 2019 a rétenu les Haptista comme phylum avec les haptophytes et les Centroplasthelida comme ses taxa.
Selon des études publiées en 2022 et en 2024, Telonemia peut être un membre ou un groupe-frêre des Haptista,.

### Place des Haptista
Un groupe-frère possible des Haptista a été l’Ancoracysta twista. Après la suppression des sites les plus variables, Strassert et al. a observé ses changes de position: sans suppression de ces sites, le clade a été le groupe-frère du clade des Cryptista et Archaeplastida, après la suppression de 25 000 sites, il a été celui de Tsar, après celle de 35 000 sites, la rélation originale a rétourné sans significance statistique. A. twista a été après la suppression de 25 000 sites le groupe-frère des Haptista. Selon des études plus nouvelles, A. twista est une espèce des Provora, qui peut ètre le groupe-frère des Haptista et Tsar.
Selon une étude de Okamoto et al. publié en 2009, le clade a été membre des Hacrobia, mais il y avait des discussions si ce groupe a été un clade, et puis, on a appris qu’il n’est pas un clade, alors, la taxonomie d’Adl et al. ne l’a pas utilisé.

## Importance
Au contraire des parties tropiques et subtropiques des océans, dans les parties polaires, la production primaire est dominée par des microorganismes photosynthétiques, par exemple, les diatomées, les haptophytes, les chlorophytes, les Prasinodermophyta, et leurs bactéries associées. La plupart de ces microorganismes est membre de la phycosphère qui est riche en matériaux organiques. Les procaryotes utilisent les matériaux organiques produits par le phytoplancton comme substrat.
Des diatomées antarctiques kleptoplastiques utilisent Phaeocystis antarctica comme source des plastes.